# Sopianae (cigaretta)
A Sopianae (becenevén „Szofi”) a Pécsi Dohánygyár által 1973 óta Pécsett gyártott cigarettamárka. 2017-ben kb. 1000 forintba került, ez 2023-ra szinte megduplázódott. Neve a város ókori római nevéből származik.

## Története
1973-ban került  forgalomba az első barna Sopianae-cigaretta, 8 Ft-os áron. 1981-ben jelent meg a második Sopianae, a mentolos, mely a barna változattól csak a szűrőben tért el, ugyanis ez tartalmazta a mentolt. 1993-ig volt kapható.
1984-ben hozták forgalomba az enyhébb Junior változatot, amely fantázianeve mai szemmel nézve kissé zavarba ejtő.
1987-ben jelent meg a 17 szálat tartalmazó Sopianae 17 Multifilter. Az alapgyártmánytól nem tért el, füstje viszont enyhébb volt. A 14,50 forintos ár ebben az évben olcsóbbnak számított, mert kevesebb szál volt a csomagban. 1988-ban a Sopianae 17 Multifiltert követte az ugyancsak 17 darabos, mentolos verzió, ezüst-zöld csomagolásban, ugyanannyiért. Mindkettőt 1992-ig gyártották.
1992-ben a  Sopianae már "lefedte" a belföldi piac 45%-át. Viszont a pécsi gyár évente 12 milliárd cigarettát nem volt képes egyedül legyártani, ezért 2-4 milliárd darabot társvállalatok gyártottak. A gyár ebben az évben a British-American Tobacco tulajdonába került. Az új tulajdonos 4 milliárd forintos fejlesztést hajtott végre. Ennek köszönhetően a gyártókapacitás 7-ről, 14 milliárd darabra nőtt. 1994-ben megjelent a Sopianae Plusz 84 illetve 100 mm-es hosszal, de ez csak pár évig volt forgalomban. 1996-ban a gyár áttért a keménydobozos csomagolásokra, a barna fajtát kivéve. 1998-ban jelentek meg a cigarettás dobozokon a figyelmeztető feliratok, ekkor még csak alul, dizájnhoz illő betűszínnel. 1999-ben jelentek meg a barna Sopianae keménydobozos változatai, de ennek fogyasztói megmaradtak a puha csomagnál. Ebben az évben került piacra az Ultra Lights, 0,3 mg-os nikotinmennyiséggel. 2002-ben jelent meg a lehető legalacsonyabb károsanyag-tartalmú Sopianae 1 mg, 1 mg kátrány és 0,1 mg nikotin mennyiséggel. 2011-ben került forgalomba került két új fajta, 100 mm hosszúságú szivarka formájában. 2012-ben új csomagolást kapott az összes fajta. 2013-ban jelentek meg az első "pattintós" fajták.[forrás?] Az összes fajta fogyasztói ára 2016-ban elérte az 1000 forintot, majd 2019-ben az 1150 forintot dobozonként. A 2020. május 15-én életbe lépett európai uniós szabályok alapján a mentolos és pattintós cigaretták már nem kaphatók.

## Napjainkban
Jelenleg 2024-ben a hagyományos Sopianae cigaretták dobozát 2150 forintért, a Nova változatokat pedig 1940 forintért árulják. A Nova cigaretták az alacsonyabb minőségű felhasznált dohány miatt kerülnek kevesebb pénzbe.
| Név                        | Károsanyag-tartalom: (kátrány, nikotin, szén-monoxid) (mg) |
| -------------------------- | ---------------------------------------------------------- |
| Sopianae Bordó             | 10, 1, 10                                                  |
| Sopianae Kék               | 8, 0.8, 8                                                  |
| Sopianae Kék 100s          | 9, 0.8, 9                                                  |
| Sopianae Világoskék        | 6, 0.6, 7                                                  |
| Sopianae Narancsságra      | 5, 0.4, 4                                                  |
| Sopianae Narancssárga 100s | 5, 0.4, 5                                                  |
| Sopianae Fehér             | 4, 0.1, 3                                                  |
| Sopianae Nova Narancssárga | N/A                                                        |
| Sopianae Nova Világoskék   | N/A                                                        |